# Bosque Santa Clara
Bosque Santa Clara es un bosque costero del departamento de La Paz, en la República de El Salvador. Queda al este de la ciudad de Playa El Pimental.